# Israel Hönig von Hönigsberg

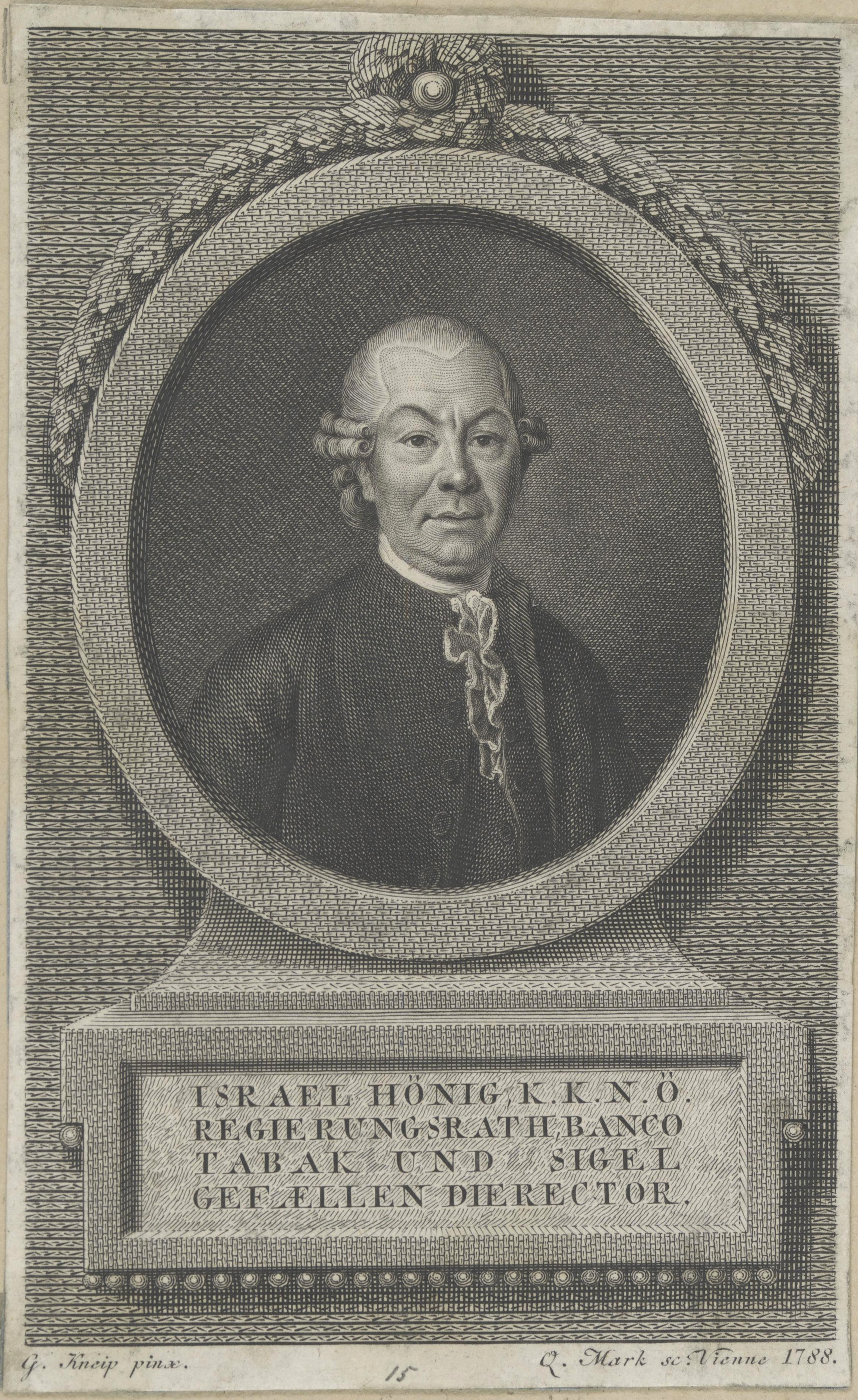
Israel Hönig von Hönigsberg (1788)

Israel Hönig von Hönigsberg (geboren 30. Oktober 1724 in Kuttenplan; gestorben 19. Januar 1808 in Wien) war ein österreichisch-jüdischer Tabakhändler. Er wurde als erster Jude 1789 in Österreich geadelt.
Der Kaufmannssohn erhielt eine Ausbildung in Bibel und Talmud durch seinen Vater. Mit 13 Jahren besuchte er eine Prager Talmudschule, musste aber mit 16 Jahren in das väterliche Geschäft eintreten. Er lernte den Tabakhandel kennen und mit seinem Bruder Moses pachtete er 1652 das Tabakmonopol für Prag, später auch für weitere Länder. Im Siebenjährigen Krieg wurde er ein zuverlässiger Heereslieferant, wofür ihm Maria Theresia 1761 einen Freibrief verlieh, wonach er überall in den böhmischen und mährisch-schlesischen Erbstaaten, wo Judengemeinden waren, sich niederlassen, Häuser kaufen, erbauen und jeden den Juden gestatteten Handel betreiben durfte. 1764 übernahmen die Brüder Hönig die Verwaltung der mährisch-schlesischen Leihbank, wofür die Familie 1777 einen neuen, auf 15 Jahre gültigen Freibrief erhielt, in den deutschen und galizischen Erbländern Großhandlungshäuser zu errichten. Als 1776 in Wien ein Mangel an Wachskerzen eintrat, behob diesen eine Lieferung aus Galizien, worauf sie ein Privileg bekamen, in Wien eine Wachsfabrik zu errichten. Seinen Vertrag verließ Israel 1783, worauf ihn Kaiser Joseph II. zum Rat und „Tabak- und Siegelgefälldirektor“, im folgenden Jahr zum „Bankaldirektor“ ernannte. 1789 verlieh der Kaiser ihm den erblichen Adel mit dem Titel Edler von Hönigsberg. Er stieß aber auf antijüdischen Widerstand, als er die Herrschaft Velm in seinen Besitz bringen wollte.
Nach seinem Ableben wurde Israel Hönig von Hönigsberg auf dem Jüdischen Friedhof Währing bestattet (Gruppe 4, Grabnummer 393). 1941 wurde er exhumiert und in der Neuen Jüdischen Abteilung des Wiener Zentralfriedhofs (Tor IV) wiederbeigesetzt.